# Александра од Данске
Краљица Александра од Данске (дан. Alexandra af Danmark; Жута палата, 1. децембар 1844 — Сандрингем, 20. новембар 1925) била је супруга краља Едварда VII од Уједињеног Краљевства и царица Индије. Њихов син је био краљ Џорџ V.
Њена породица је била сразмерно непозната све док њен отац, принц Кристијан од Шлезвиг-Холштајн-Сондербург-Гликсбурга, није био изабран, уз сагласност великих сила, за наследника свог далеког рођака, Фредерика VII, на данском престолу. Са шеснаест година била је изабрана за будућу супругу Алберта Едварда, принца од Велса, наследника краљице Викторије. Брак је крунисан осамнаест месеци касније, крајем 1863. године, исте године када је њен отац Кристијан постао краљ Данске, а брат Ђорђе крунисан за краља Грчке.
Александра је од 1863. до 1901. године носила титулу принцезе од Велса, што је најдужи период ношења ове титуле. Постала је популарна у друштву, а њен стил одевања био је узор многобројним дамама. Углавном искључена из било какве политичке одлуке, она је безуспешно покушала да утиче на мишљење британских министара и породице свог мужа да фаворизују грчке и данске интересе. Њене јавне дужности биле су ограничене на неконтроверзно ангажовање у добротворном раду.
Након смрти краљице Викторије 1901. године, Алберт Едвард је постао краљ-император познат као Едвард VII, а Александра је постала краљица-царица. Након смрти свог супруга 1910. године, када је њихов син Џорџ V ступио на трон, постала је краљица мајка. Александра је преминула у 80. години живота, 20. новембра 1925. године.

## Детињство
Принцеза Александра Каролина Марија Шарлота Луиз Џулија, или Аликс, како је звала њена најближа породица, рођена је у Жутој палати, градској кући из XVII века на адреси Амалијегаде 18, у близини комплекса палата Амалијенборг у Копенхагену. Њен отац је био принц Кристијан од Шлезвиг-Холштајн-Зондербург-Гликсбурга, а мајка принцеза Луиза од Хесе-Касела. Имала је петоро браће и сестара: Фредерика, Вилијама (касније Ђорђа I Грчке), Дагмар (касније царица Русије), Тиру и Валдемара.
Породица њеног оца била је далека споредна грана данске краљевске династије Олденбург, која потиче од краља Кристијана III. Иако су били краљевске крви, породица је живела релативно скромно. Нису поседовали велико богатство; очева плата од војне службе износила је око 800 фунти годишње, а њихова кућа је била бесплатан поклон краљевске милости. Повремено је Ханс Кристијан Андерсен био позиван да прича приче деци пред спавање.
Године 1848. краљ Кристијан VIII Дански је умро, а његов једини син Фредерик је ступио на престо. Фредерик није имао деце, прошао је кроз два неуспешна брака и сматрало се да је неплодан. Настала је криза наследства, јер је Фредерик владао и Данском и Шлезвиг-Холштајном, а правила наследства у тим територијама су се разликовала. У Холштајну, Салијски закон је спречавао наслеђе преко женске линије, док у Данској таквих ограничења није било. Холштајн, који је претежно био немачки, прогласио је независност и затражио помоћ од Пруске. Године 1852. велике европске силе су сазвале конференцију у Лондону како би расправљале о данском наследству. Постигнут је нестабилан мир, који је укључивао одредбу да ће принц Кристијан од Шлезвиг-Холштајн-Зондербург-Гликсбурга бити Фредериков наследник у свим његовим поседима, а претходни захтеви других (укључујући Кристијанову ташту, пашенога и жену) су били одбачени.
Принц Кристијан је добио титулу принца Данске, а његова породица се преселила у нову званичну резиденцију, палату Бернсторф. Иако је статус породице порастао, њихови приходи су остали мали или се нису уопште повећали. Нису учествовали у животу краљевског двора у Копенхагену јер су одбили да се сретну са Фредериковом трећом женом и бившом љубавницом, Луизом Расмусен, која је имала ванбрачног сина са претходним љубавником.
Александра је делила хладну поткровну спаваћу собу са својом сестром Дагмар, сама је шила своју одећу и служила за трпезом заједно са сестрама. Александра и Дагмар су похађале часове пливања код шведске пионирке женског пливања, Ненси Едберг. У палати Бернсторф, Александра је израсла у младу девојку, а енглески језик научила је од енглеског капелана у Копенхагену. Током читавог живота била је побожна и следила је праксу високог црквеног ритуала.

## Брак и породица
Алберт Едвард, принц од Велса, требало је у новембру 1861. да напуни двадесет година. Имајући у виду његове године, његови родитељи, краљица Викторија и принц Алберт, предузели су кораке како би му пронашли невесту. Замолили су своју најстарију и већ удату ћерку, крунску принцезу Викторију од Пруске, за помоћ у потрази за одговарајућом кандидаткињом. Александра није била њихов први избор, јер су Данци били у сукобу са Прусима око Шлезвиг-Холштајнског питања, а већина рођака британске краљевске породице били су Немци. На крају, након одбацивања других могућности, одлучили су се за њу као „једину која је могла бити изабрана“.
Дана 24. септембра 1861, крунска принцеза Викторија упознала је свог брата Алберта Едварда са Александром у Шпајеру. Годину дана касније, 9. септембра 1862. (након његове афере са Нели Клифтон и смрти његовог оца, принца Алберта), Алберт Едвард је запросио Александру у Краљевском замку Лакен, дому његовог пра-стрица, краља Леополда I од Белгије.
Неколико месеци касније, Александра је отпутовала из Данске у Британију на краљевској јахти Викторија и Алберт и стигла у Грејвзенд, у Кент, дана 7. марта 1863. године. Сер Артур Саливен је компоновао музику за њен долазак, а песник лауреат Алфред, лорд Тенисон, написао је оду у њену част:
Кћери морског краља с оне стране мора,
Александра!
Саксонци, Нормани и Данци смо ми,
Али сви смо Данци у добродошлици теби,

Александра!— — Добродошлица Александри, Алфред, лорд Тенисон
Томас Лонгли, надбискуп кентерберијски, венчао је пар 10. марта 1863. у капели Светог Ђорђа, у замку Виндзор. Избор места је изазвао критике. Пошто је церемонија била ван Лондона, штампа је жалила што велики број људи неће моћи да види спектакл. Потенцијални гости су сматрали да је место незгодно за долазак, а пошто је капела била мала, неки који су очекивали позивнице остали су разочарани. Данци су били узнемирени јер су само најближи рођаци Александре били позвани. Британски двор је и даље био у жалости за принцем Албертом, па су даме могле да носе само сиво, љубичасто или боју лаванди. Када је пар напустио Виндзор и отпутовао на медени месец у Осборн Хаус на острву Вајт, поздравили су их ученици колеџа Итон, укључујући лорда Рендолфа Черчила.
До краја наредне године, Александрин отац је ступио на дански престо, њен брат Вилијам је постао краљ Џорџе I од Грчке, њена сестра Дагмар се верила за Николаја Александровича, царевића Русије, а Александра је родила своје прво дете. Очев долазак на престо изазвао је нове сукобе око судбине Шлезвиг-Холштајна. Немачка конфедерација је успешно извршила инвазију на Данску, смањивши територију Данске за две петине. На велику иритацију краљице Викторије и круна-принцезе Пруске, Александра и Алберт Едвард су подржавали данску страну у рату. Пруска освајања бивших данских територија појачала су Александрину дубоку нетрпељивост према Немцима, осећање које је задржала до краја живота.
Александрино прво дете, Алберт Виктор, рођен је два месеца пре времена почетком 1864. године. Александра је показивала велику посвећеност својој деци: „Била је у својој слави када би могла да оде у дечју собу, обуче фланелску кецељу, сама окупа децу и види их како спавају у својим малим креветима.“ Алберт Едвард и Александра имали су укупно шесторо деце: Алберта Виктора, Џорџа, Луизу, Викторију, Мод и Александра. Сва Александрина деца, наводно, била су рођена пре времена; биограф Ричард Хаф сматрао је да је Александра намерно обмањивала краљицу Викторију око могућих датума порођаја, јер није желела да краљица буде присутна на њиховим рођењима. Током рођења њеног трећег детета 1867. године, компликације изазване нападом реуматске грознице угрозиле су Александрин живот и оставиле је са трајним храмањем.
У јавности, Александра је била достојанствена и шармантна, док је у приватном животу била нежна и весела. Уживала је у многим друштвеним активностима, укључујући плес и клизање, а била је и вешта јахачица и возач тандем кола. Такође је волела лов, на запрепашћење краљице Викторије, која ју је молила да престане, али безуспешно. Чак и након рођења свог првог детета, наставила је да се друштвено ангажује као и раније, што је довело до одређених несугласица између краљице и младог пара, погоршаних Александрином нетрпељивошћу према Прусима и краљичиним наклоностима према њима.

## Принцеза од Велса
Алберт Едвард и Александра посетили су Ирску у априлу 1868. године. Након болести претходне године, тек је почела да поново хода без помоћи два штапа и већ је била трудна са четвртим дететом. Краљевски пар је током 1868. и 1869. године предузео шестомесечну турнеју која је обухватала Аустрију, Египат и Грчку, са посетама њеном брату Ђорђу I од Грчке, Кримским ратним пољима и, само због ње, харему Исмаил-паше. У Турској је постала прва жена која је вечерала са султаном Абдул Азизом.
Велшки принц и принцеза учинили су Сандрингемску кућу својим омиљеном резиденцијом, а Марлборо кућу седиште у Лондону. Биографи се слажу да је њихов брак у многим аспектима био срећан. Међутим, неки тврде да Алберт Едвард није поклањао жени онолико пажње колико је желела и да су се постепено удаљили, све док га напад тифусне грознице, болест за коју се веровало да је убила његовог оца, крајем 1871. није поново зближио са Александром. Ово оспоравају други, који истичу Александрине честе трудноће током овог период и слање породичних писама који негирају постојање било каквог озбиљног раскола. Ипак, принц је био жестоко критикован из многих кругова друштва због наизглед недостатка интересовања за њену озбиљну болест од реуматске грознице. Током њиховог брака, Алберт Едвард је наставио да проводи време са другим женама, укључујући глумицу Лили Ленгтри, Дејзи Гревил, грофицу од Ворика, хуманитарку Агнес Кајзер и друштвену даму Алису Кепел. Александра је знала за већину ових односа и касније је дозволила Алиси Кепел да посети њеног мужа док је умирао. Сама Александра је остала верна супругу током читавог брака.
Све већи степен глувоће, узрокован наследном отосклерозом, довело је Александру до друштвене изолације. Све више је проводила време код куће са својом децом и кућним љубимцима. Њена шеста и последња трудноћа завршила се рођењем сина у априлу 1871. године, али је новорођенче преминуло следећег дана. Упркос Александриним молбама за приватност, краљица Викторија је инсистирала на објављивању периода жалости на двору, што је изазвало негативне коментаре у штампи. Неки су описали рођење као „wretched abortion“, а сахрану као „гнусну фарсу“, иако дете није сахрањено у државној церемонији са другим члановима краљевске породице у Виндзору, већ у строгој приватности у црквеном дворишту у Сандрингему, где је и провело свој кратак живот.
Током осам месеци у периоду 1875–1876, принц од Велса био је одсутан из Британије због турнеје у Индији, али је на Александрино разочарање, без ње кренуо на овај пут. Принц је планирао путовање само за групу мушкарце са намером да већи део времена проведе у лову и пуцању. Током турнеје принца, један од његових пријатеља који је путовао са њим, лорд Ејлсфорд, добио је писмо од своје жене у којем му је саопштила да ће га напустити због другог човека, лорда Бландфорда, који је такође био ожењен. Лорд Ејлсфорд је био згрожен и одлучио је да затражи развод.
У међувремену, Бландфордов брат, лорд Рандолф Черчил, убедио је љубавнике да одустану од бекства. Сада, суочена са претњом развода, леди Ејлсфорд је покушала да одврати мужа од његове одлуке, али је он био упоран и одбио је да размотри њен захтев. У покушају да изврше притисак на лорда Ејлсфорда да одустане од развода, леди Ејлсфорд и лорд Рандолф Черчил обратили су се Александри и рекли јој да ће, ако развод буде настављен, позвати њеног мужа као сведока и увући га у скандал. Узнемирена њиховим претњама, Александра је, по савету сера Вилијама Нолиса и војвоткиње од Тека, обавестила краљицу, која је потом писала принцу од Велса. Принц је био огорчен. На крају су се и Бландфорди и Ејлсфорди удаљили. Иако се лорд Рандолф Черчил касније извинио, принц од Велса је годинама одбијао да разговара или се види са њим.
Александра је провела пролеће 1877. године у Грчкој, опорављајући се од периода лошег здравља и посећујући свог брата, краља Ђорђа од Грчке. Током Руско-турског рата, Александра је јасно била наклоњена Русији, где је њена сестра била удата за царевића, и залагала се за ревизију границе између Грчке и Турске у корист Грка. Наредне три године Александра је углавном била раздвојена од своја два сина, који су послати на крстарење широм света као део њиховог поморског и општег образовања. Растанак је био веома емотиван, а редовна писма показују да су јој синови неизмерно недостајали. Године 1881, Александра и Алберт Едвард су отпутовали у Санкт Петербург након убиства Александра II Николајевича, како би представљали Британију и пружили утеху Александриној сестри, која је постала царица.
Александра је преузела бројне јавне дужности. По речима краљице Викторије, „да ме поштеди напора и замора због функција. Она отвара базаре, присуствује концертима, посећује болнице уместо мене ... она не само да се никада не жали, већ се труди да покаже како је уживала у ономе што би за друге било заморан задатак.“ Посебно се интересовала за Лондонску болницу коју је редовно посећивала. Џозефа Мерика, познатог као „Човек слон“, био је један од пацијената које је упознала.
Гомиле људи су обично одушевљено поздрављале Александру, али током посете Ирској 1885. године доживела је редак тренутак јавног непријатељства у граду Корк, жаришту ирског национализма. Њу и њеног мужа публика од две до три хиљаде људи дочекала је звиждањем, носећи палице и црне заставе. Александра је све поднела са осмехом, а британска штампа је догађај ипак приказала у позитивном светлу, описујући гомилу као „одушевљену“. У оквиру исте посете добила је звање доктора музике на Тринити колеџу у Даблину.
Александра је била дубоко потресена смрћу свог најстаријег сина, принца Алберта Виктора, 1892. године. Његова соба и ствари остале су уређене тачно како их је он оставио, слично као што су ствари његовог деде, принца Алберта, остале после његове смрти 1861. године. Поводом ове трагедије, Александра је изјавила: „Сахранила сам свог анђела и са њим своју срећу.“ Сачувана писма између Александре и њене деце показују да су били дубоко одани једни другима.
Године 1894. преминуо је њен зет, цар Александар III од Русије, а њен нећак Николај II постао је цар. Александрина сестра, царица удовица Русије, у великој мери се ослањала на њену подршку. Александра, која је са својим мужем, принцем од Велса, отпутовала у Русију, провела је две недеље поред сестре, спавајући, молећи се и остајући уз њу све до сахране Александра III. Александра и њен муж били су у Русији и за венчање Николаја са њиховом нећаком, принцезом Аликс од Хесеа и Рајне, која је узела руско име Александра Фјодоровна и постала нова царица.

## Краљица и царица супруга
Са смрћу њене свекрве, краљице Викторије, 1901. године, Александра је постала краљица-царица када је њен супруг преузео престо као краљ Едвард VII. Само два месеца касније, њен син Џорџ и снаја Мери отишли су на дугу турнеју по царству, оставивши своју малу децу на чување Александри и Едварду, који су били изузетно посвећени својим унуцима. По Џорџовом повратку, припреме за крунисање Едварда и Александре у Вестминстерској опатији биле су у пуном јеку. Међутим, само неколико дана пре заказане церемоније у јуну 1902. године, краљ се тешко разболео од упале слепог црева. Александра је преузела његове обавезе, присуствовала војној паради и краљевским коњским тркама у Аскоту без њега, како би спречила узбуну у јавности. На крају, крунисање је морало бити одложено, а краљ је подвргнут операцији коју је извео Фредерик Тривс из Лондонске болнице, како би се дренирао инфицирано слепо црево. Након што се опоравио, крунисање је одржано у августу 1902. године. Едварда је крунисао надбискуп кентерберијски, Фредерик Темпл, док је Александру крунисао надбискуп јорски, Вилијам Далримпл Маклаган.
Александрина посвећеност и способност да одржи спокој у кризним тренуцима додатно су учврстили њену популарност и улогу у краљевској породици током овог значајног периода.
Упркос томе што је постала краљица, Александрина дужност се није значајно променила, а задржала је многе своје досадашње службенике. Њена дворска дама, Шарлот Нолис, ћерка сера Вилијама Нолиса, верно је служила Александри дуги низ година. Дана 10. децембра 1903. године, Шарлот се пробудила и открила да је њена соба пуна дима. Одмах је пробудила Александру и извела је на сигурно. Велика војвоткиња Аугуста од Мекленбург-Штрелица приметила је: „Морамо одати признање старој Шарлот што је заиста спасила [Александрин] живот.“
Александра је поново преузела бригу о својим унуцима када су Џорџ и Мери током зиме 1905–06. отишли на другу турнеју, овога пута у Британску Индију. У јануару те године, умро је њен отац, Кристијан IX од Данске. Да би очувале породичне везе, и међусобно и са Данском, Александра и њена сестра, царица удовица Русије, 1907. године су купиле вилу Хвидоре северно од Копенхагена као приватно одмаралиште.
Александри је био ускраћен приступ краљевим документима и била је искључена из појединих његових дипломатских путовања како би се спречило њено мешање у дипломатска питања. Била је дубоко неповерљива према Немцима, посебно према свом нећаку, немачком цару Вилхелму II, и увек се противила било чему што би користило немачким интересима. На пример, 1890. године написала је меморандум у ком је упозорила на размену британског острва Хелиголанд у Северном мору за немачку колонију Занзибар. Указала је на стратешки значај Хелиголанда, који би Немачка могла користити за напад или Британији за обуздавање немачке агресије. Ипак, размена је обављена, а Немци су утврдили острво, које је, како је Александра предвидела, постало стожер немачке поморске стратегије. Франкфуртер цајтунг је отворено осудио Александру и њену сестру, удову царицу, рекавши да су они били „центар међународне антинемачке завере“. Александра је презирала и није веровала Вилхелму, називајући га „непријатељем“.
Године 1910. Александра је постала прва краљица-супруга која је присуствовала дебати у Британском дому комуна. Седела је два сата у галерији за даме, посматрајући расправу о Предлогу закона о парламенту, којим се уклања право Дома лордова да стави вето на закон. Приватно, није се слагала са овим предлогом. Недуго затим, отпутовала је да посети свог брата Џорџа на Крфу, где је примила вест о озбиљној болести краља Едварда. Одмах се вратила и стигла дан пре његове смрти. У његовим последњим тренуцима, лично му је давала кисеоник како би му помогла да дише. Рекла је Фредерику Понсонбију: „Осећам се као да сам претворена у камен, неспособна да плачем, неспособна да схватим значење свега овог“. Након његове смрти, Александра се преселила из Бакингемске палате у кућу Марлборо, али је задржала посед Сандрингем. Нови краљ, Александрин син Џорџ V, убрзо се суочио с одлуком о Предлогу закона о парламенту. Упркос својим личним ставовима, Александра је подржала синовљеву невољни пристанак на захтев премијера Х. Х. Асквита да, ако буде потребно, створи довољан број либералних перова ако лордови наставе да блокирају закон.

## Краљица мајка
Након смрти Едварда, Александра је постала краљица мајка, будући да је била краљица удовица и мајка владајућег монарха. Није присуствовала крунисању свог сина и снаје 1911. године, јер није било уобичајено да крунисана краљица присуствује крунисању другог краља или краљице. Ипак, наставила је јавне активности и посветила се својим хуманитарним циљевима. Један од њених пројеката био је Дан Александриних ружа, када су вештачке руже, које су правиле особе са инвалидитетом, продаване у корист болница, уз помоћ волонтера. Током Првог светског рата, обичај истицања застава страних принчева, чланова Реда подвезице, у капели Светог Ђорђа у замку Виндзор, изазвао је критике, јер су немачки чланови Реда ратовали против Британије. Александра је подржала захтеве да се уклоне „мрске немачке заставе“. Под притиском јавног мњења, краљ је наредио њихово уклањање, али је на Александрино разочарање уклонио не само „зле пруске заставе“ већ и заставе њених рођака из Хесена, које је сматрала „обичним војницима или вазалима под наређењима бруталног немачког цара“. Дана 17. септембра 1916, Александра је била у Сандрингему током ваздушног напада цепелина. Међутим, далеко већа трагедија задесила је друге чланове њене породице. У Русији је њен нећак, цар Николај II, свргнут са престола, а он, његова супруга и деца су убијени од стране револуционара. Александрина сестра, царица удовица, спасена је из Русије 1919. године на броду ХМС Марлборо и доведена у Енглеску, где је извесно време живела са Александром.

## Последње године и смрт
Александра је задржала младалачки изглед до позних година, али током рата, године су је сустигле. Почела је да носи сложене велове и тешку шминку, што су трачеви описивали као да је „има емајлирано лице“. Престала је да путује у иностранство, а њено здравље се погоршало. Године 1920. дошло је до пуцања крвног суда у њеном оку, што је привремено изазвало делимично слепило. Пред крај живота, њено памћење и говор су се погоршали. Преминула је 20. новембра 1925. године у дому Сандрингем од срчаног удара. Краљица Александра је била изложена у Вестминстерској опатији, а сахрањена је 28. новембра поред свог супруга у капели Светог Ђорђа у замку Виндзор.

## Наслеђе
Меморијал краљице Александре, дело Алфреда Гилберта, свечано је откривен на Дан Александриних ружа, 8. јуна 1932. године, на Марлборо гејту у Лондону. Ода у њену част, под називом So many true princesses who have gone, коју је компоновао тадашњи краљевски мајстор музике сер Едвард Елгар, на стихове песничког лауреата Џона Мејсфилда, изведена је приликом откривања, а дириговао је сам композитор.
Александра је уживала велику популарност међу британском јавношћу. За разлику од свог мужа и свекрве, никада није била на удару критике штампе. Средства која је помагала да се прикупе искоришћена су за куповину речног чамца Александра за превоз рањеника током Суданске кампање, као и за опремање болничког брода Принцеза од Велса, који је враћао рањенике из Бурског рата. Током Бурског рата основана је Империјална војна медицинска служба краљице Александре, која је касније преименована у Краљевски армијски медицински корпус краљице Александре.
Александра је слабо разумела финансије. Управљање њеним финансијама било је поверено њеном оданом финансијском контролору, сер Дајтону Пробајну, који је исту улогу обављао и за њеног мужа. Њен унук, Едвард VIII (касније војвода од Виндзора), изјавио је: „Њена дарежљивост била је извор непријатности за њене финансијске саветнике. Кад год би добила писмо у коме тражи новац, чек би био послат следећом поштом, без обзира на аутентичност захтева и без истраге случаја.“ Иако није увек била екстравагантна (старе чарапе су јој крпљене за поновну употребу, а старе хаљине рециклиране као пресвлаке за намештај), одбацивала је протесте на своје велике трошкове одмахивањем руке или тврдећи да није чула.
Мали ожиљак на врату, вероватно резултат операције из детињства, крила је ношењем чокер огрлица и хаљина са високим крагнама, постављајући модне трендове који су трајали педесет година. Њен утицај на моду био је толико снажан да су жене из високог друштва чак опонашале њен храмљући ход, који је остао као последица озбиљне болести из 1867. године, када јој је нога укочена. Ово је постало познато као Александрина храмљивост. Углавном је користила модне куће у Лондону, омиљена јој је била Редферн, али је повремено куповала и у париским модним кућама Дуце и Фромон.
Александру су на телевизији тумачиле Дебора Грант и Хелен Рајан у серији Edward the Seventh,, Ен Фирбанк у Lillie,, Меги Смит у Сви краљеви људи и Биби Андерсон у The Lost Prince. На филму су је играле Хелен Рајан у филму Човек слон (1980), Сара Стјуарт у Госпођи Браун (1997) и Џулија Блејк у Passion (1999). У позоришној представи из 1980. године, Драга мајко Ројса Рајтона, играла ју је Маргарет Локвуд у својој последњој глумачкој улози.
Године 1907, у Торонту је изграђено Краљевско позориште Александра као прво краљевско позориште у Северној Америци. Позориште је добило име по њој, након што је патентно писмо издао краљ Едвард VII, њен супруг.

## Одликовања
Британска одликовања
- Члан I класе Краљевског реда Викторије и Аделаиде, 1863. године;[98]
- Дама правде Препоштованог реда болнице Светог Јована у Јерусалиму, 1876. године;[98]
- Друг Империјалног реда индијске круне, 8. јануара 1878. године;[98]
- Краљевска дама Најплеменитијег реда Подвезице, 12. фебруара 1901. године;[99]
- Дама Великог крста Најизврснијег реда Британске империје, 1. јануара 1918. године;[100]

Била је прва жена која је постала дама Подвезице од 1488. године.
Страна одликовања
- Краљевина Португал: Дама Реда краљице Свете Изабеле, 23. јуна 1863. године;[101]
- Руско царство: Велики крст Империјалног реда Свете Катарине, 25. маја 1865. године;[102]
- Краљевина Шпанија: Дама Реда краљице Марије Луизе, 11. фебруара 1872. године;[103]
- Краљевина Пруска: Дама Реда Лујзе, I дивизија, 1886. године;[104]
- Велико војводство Хесен: Дама Великог војводског хесенског реда Златног лава, 1. јула 1889. године;[105]
- Јапанско царство: Велика лента Реда Драгоцене круне, јун 1902. године;[106]
- Персијско царство: Члан I класе Империјалног реда Сунца за даме, јун 1902. године;[107]
- Отоманско царство: Велики орден милосрђа, јун 1902. године;[108]
- Аустроугарска монархија: Велики крст Империјалног аустријског реда Елизабете, у дијамантима, 1904. године.[109]

## Амблем
Грб краљице Александре по ступању њеног мужа 1901. године био је краљевски грб Уједињеног Краљевства, употпуњен грбом њеног оца краља Данске. Изнад штита је царска круна подржана крунским лавом Енглеске и дивљим човеком преузетог из краљевског грб Краљевине Данске.
| Грб Александре, принцезе од Велса | Грб краљице Александре | Као дама са подвезицама, Александрин барјак је био истакнут у капели Светог Ђорђа у замку Виндзор, током њеног живота, упркос приговорима сер Алберта Вудса. Када се Вудс пожалила да би постављање њене заставе у капелу било без преседана, „краљ је одмах наредио да се застава постави“. | Краљевски монограм краљице Александре |

## Породица

### Супружник
| име        | слика | датум рођења      | датум смрти  |
| ---------- | ----- | ----------------- | ------------ |
| Едвард VII |       | 9. новембар 1841. | 6. мај 1910. |

### Деца
| име                                | слика | датум рођења       | датум смрти        | супружник             |
| ---------------------------------- | ----- | ------------------ | ------------------ | --------------------- |
| Алберт Виктор од Велике Британије  |       | 8. јануар 1864.    | 14. јануар 1892.   | није се женио         |
| Џорџ V                             |       | 3. јун 1865.       | 20. јануар 1936.   | Мери од Тека          |
| Лујза од Велике Британије          |       | 20. фебруар 1867.  | 4. јануар 1931.    | Александер Даф        |
| Викторија од Велике Британије      |       | 6. јул 1868.       | 3. децембар 1935.  | није се удавала       |
| Мод од Велике Британије            |       | 26. новембар 1869. | 20. новембар 1938. | Хокон VII             |
| Александер Џон од Велике Британије |       | 6. април 1871.     | 7. април 1871.     | умро дан после рођења |

## Породично стабло
|  |                                                                       |  |  |  |  |  |  |  |  |  |  |  |  |  |  |  |
|  | 16. Карл Антон Август од Шлезвиг-Холштајн-Зондербург-Бека             |  |  |  |  |  |  |  |  |  |  |  |  |  |  |  |
|  |                                                                       |  |  |  |  |  |  |  |  |  |  |  |  |  |  |  |
|  |                                                                       |  |  |  |  |  |  |  |  |  |  |  |  |  |  |  |
|  | 8. Фридрих Карл Лудвиг, војвода од Шлезвиг-Холштајн-Зондербург-Бека   |  |  |  |  |  |  |  |  |  |  |  |  |  |  |  |
|  |                                                                       |  |  |  |  |  |  |  |  |  |  |  |  |  |  |  |
|  |                                                                       |  |  |  |  |  |  |  |  |  |  |  |  |  |  |  |
|  | 17. Грофица Шарлота од Дона-Леистенау                                 |  |  |  |  |  |  |  |  |  |  |  |  |  |  |  |
|  |                                                                       |  |  |  |  |  |  |  |  |  |  |  |  |  |  |  |
|  |                                                                       |  |  |  |  |  |  |  |  |  |  |  |  |  |  |  |
|  | 4. Фридрих Вилхелм, војвода од Шлезвиг-Холштајн-Сондербург-Гликсбурга |  |  |  |  |  |  |  |  |  |  |  |  |  |  |  |
|  |                                                                       |  |  |  |  |  |  |  |  |  |  |  |  |  |  |  |
|  |                                                                       |  |  |  |  |  |  |  |  |  |  |  |  |  |  |  |
|  | 18. Гроф Карл Леополд фон Шлибен                                      |  |  |  |  |  |  |  |  |  |  |  |  |  |  |  |
|  |                                                                       |  |  |  |  |  |  |  |  |  |  |  |  |  |  |  |
|  |                                                                       |  |  |  |  |  |  |  |  |  |  |  |  |  |  |  |
|  | 9. Каунтес Фридерика фон Шлибен                                       |  |  |  |  |  |  |  |  |  |  |  |  |  |  |  |
|  |                                                                       |  |  |  |  |  |  |  |  |  |  |  |  |  |  |  |
|  |                                                                       |  |  |  |  |  |  |  |  |  |  |  |  |  |  |  |
|  | 19. Грофица Марија Елеонора фон Лендорф                               |  |  |  |  |  |  |  |  |  |  |  |  |  |  |  |
|  |                                                                       |  |  |  |  |  |  |  |  |  |  |  |  |  |  |  |
|  |                                                                       |  |  |  |  |  |  |  |  |  |  |  |  |  |  |  |
|  | 2. Кристијан IX                                                       |  |  |  |  |  |  |  |  |  |  |  |  |  |  |  |
|  |                                                                       |  |  |  |  |  |  |  |  |  |  |  |  |  |  |  |
|  |                                                                       |  |  |  |  |  |  |  |  |  |  |  |  |  |  |  |
|  | 20. Фредерик II, гроф од Хесен-Касела (= 24)                          |  |  |  |  |  |  |  |  |  |  |  |  |  |  |  |
|  |                                                                       |  |  |  |  |  |  |  |  |  |  |  |  |  |  |  |
|  |                                                                       |  |  |  |  |  |  |  |  |  |  |  |  |  |  |  |
|  | 10. Карл од Хесен-Касела                                              |  |  |  |  |  |  |  |  |  |  |  |  |  |  |  |
|  |                                                                       |  |  |  |  |  |  |  |  |  |  |  |  |  |  |  |
|  |                                                                       |  |  |  |  |  |  |  |  |  |  |  |  |  |  |  |
|  | 21. Марија од Велике Британије (= 25)                                 |  |  |  |  |  |  |  |  |  |  |  |  |  |  |  |
|  |                                                                       |  |  |  |  |  |  |  |  |  |  |  |  |  |  |  |
|  |                                                                       |  |  |  |  |  |  |  |  |  |  |  |  |  |  |  |
|  | 5. Лујза од Хесен-Касела                                              |  |  |  |  |  |  |  |  |  |  |  |  |  |  |  |
|  |                                                                       |  |  |  |  |  |  |  |  |  |  |  |  |  |  |  |
|  |                                                                       |  |  |  |  |  |  |  |  |  |  |  |  |  |  |  |
|  | 22. Фредерик V Дански (= 28)                                          |  |  |  |  |  |  |  |  |  |  |  |  |  |  |  |
|  |                                                                       |  |  |  |  |  |  |  |  |  |  |  |  |  |  |  |
|  |                                                                       |  |  |  |  |  |  |  |  |  |  |  |  |  |  |  |
|  | 11. Лујза од Данске (1750—1831)                                       |  |  |  |  |  |  |  |  |  |  |  |  |  |  |  |
|  |                                                                       |  |  |  |  |  |  |  |  |  |  |  |  |  |  |  |
|  |                                                                       |  |  |  |  |  |  |  |  |  |  |  |  |  |  |  |
|  | 23. Лујза од Велике Британије                                         |  |  |  |  |  |  |  |  |  |  |  |  |  |  |  |
|  |                                                                       |  |  |  |  |  |  |  |  |  |  |  |  |  |  |  |
|  |                                                                       |  |  |  |  |  |  |  |  |  |  |  |  |  |  |  |
|  | 1. Александра од Данске                                               |  |  |  |  |  |  |  |  |  |  |  |  |  |  |  |
|  |                                                                       |  |  |  |  |  |  |  |  |  |  |  |  |  |  |  |
|  |                                                                       |  |  |  |  |  |  |  |  |  |  |  |  |  |  |  |
|  | 24. Фридрих II, ландгроф од Хесен-Касела (= 20)                       |  |  |  |  |  |  |  |  |  |  |  |  |  |  |  |
|  |                                                                       |  |  |  |  |  |  |  |  |  |  |  |  |  |  |  |
|  |                                                                       |  |  |  |  |  |  |  |  |  |  |  |  |  |  |  |
|  | 12. Фридрих од Хесен-Касела                                           |  |  |  |  |  |  |  |  |  |  |  |  |  |  |  |
|  |                                                                       |  |  |  |  |  |  |  |  |  |  |  |  |  |  |  |
|  |                                                                       |  |  |  |  |  |  |  |  |  |  |  |  |  |  |  |
|  | 25. Марија од Велике Британије (= 21)                                 |  |  |  |  |  |  |  |  |  |  |  |  |  |  |  |
|  |                                                                       |  |  |  |  |  |  |  |  |  |  |  |  |  |  |  |
|  |                                                                       |  |  |  |  |  |  |  |  |  |  |  |  |  |  |  |
|  | 6. Вилхелм од Хесен-Касела                                            |  |  |  |  |  |  |  |  |  |  |  |  |  |  |  |
|  |                                                                       |  |  |  |  |  |  |  |  |  |  |  |  |  |  |  |
|  |                                                                       |  |  |  |  |  |  |  |  |  |  |  |  |  |  |  |
|  | 26. Карл Вилхелм из Насау-Усингена                                    |  |  |  |  |  |  |  |  |  |  |  |  |  |  |  |
|  |                                                                       |  |  |  |  |  |  |  |  |  |  |  |  |  |  |  |
|  |                                                                       |  |  |  |  |  |  |  |  |  |  |  |  |  |  |  |
|  | 13. Каролина од Насау-Узингена                                        |  |  |  |  |  |  |  |  |  |  |  |  |  |  |  |
|  |                                                                       |  |  |  |  |  |  |  |  |  |  |  |  |  |  |  |
|  |                                                                       |  |  |  |  |  |  |  |  |  |  |  |  |  |  |  |
|  | 27. грофица Каролина Фелизитас од Лајнинген-Дагсбурга                 |  |  |  |  |  |  |  |  |  |  |  |  |  |  |  |
|  |                                                                       |  |  |  |  |  |  |  |  |  |  |  |  |  |  |  |
|  |                                                                       |  |  |  |  |  |  |  |  |  |  |  |  |  |  |  |
|  | 3. Лујза од Хесен-Касела                                              |  |  |  |  |  |  |  |  |  |  |  |  |  |  |  |
|  |                                                                       |  |  |  |  |  |  |  |  |  |  |  |  |  |  |  |
|  |                                                                       |  |  |  |  |  |  |  |  |  |  |  |  |  |  |  |
|  | 28. Фредерик V Дански (= 22)                                          |  |  |  |  |  |  |  |  |  |  |  |  |  |  |  |
|  |                                                                       |  |  |  |  |  |  |  |  |  |  |  |  |  |  |  |
|  |                                                                       |  |  |  |  |  |  |  |  |  |  |  |  |  |  |  |
|  | 14. Фредерик (принц Данске и Норвешке)                                |  |  |  |  |  |  |  |  |  |  |  |  |  |  |  |
|  |                                                                       |  |  |  |  |  |  |  |  |  |  |  |  |  |  |  |
|  |                                                                       |  |  |  |  |  |  |  |  |  |  |  |  |  |  |  |
|  | 29. Јулијана Марија оф Брунсвик-Волфенбитела                          |  |  |  |  |  |  |  |  |  |  |  |  |  |  |  |
|  |                                                                       |  |  |  |  |  |  |  |  |  |  |  |  |  |  |  |
|  |                                                                       |  |  |  |  |  |  |  |  |  |  |  |  |  |  |  |
|  | 7. Лујза Шарлота од Данске                                            |  |  |  |  |  |  |  |  |  |  |  |  |  |  |  |
|  |                                                                       |  |  |  |  |  |  |  |  |  |  |  |  |  |  |  |
|  |                                                                       |  |  |  |  |  |  |  |  |  |  |  |  |  |  |  |
|  | 30. војвода Луј од Мекленбург-Шверина                                 |  |  |  |  |  |  |  |  |  |  |  |  |  |  |  |
|  |                                                                       |  |  |  |  |  |  |  |  |  |  |  |  |  |  |  |
|  |                                                                       |  |  |  |  |  |  |  |  |  |  |  |  |  |  |  |
|  | 15. Софија Фредерика од Мекленбург-Шверина                            |  |  |  |  |  |  |  |  |  |  |  |  |  |  |  |
|  |                                                                       |  |  |  |  |  |  |  |  |  |  |  |  |  |  |  |
|  |                                                                       |  |  |  |  |  |  |  |  |  |  |  |  |  |  |  |
|  | 31. Шарлот Софија од Сакс-Кобург-Залфелда                             |  |  |  |  |  |  |  |  |  |  |  |  |  |  |  |
|  |                                                                       |  |  |  |  |  |  |  |  |  |  |  |  |  |  |  |
|  |                                                                       |  |  |  |  |  |  |  |  |  |  |  |  |  |  |  |